# Ryszard Kotewicz
Ryszard Kotewicz (ur. 30 marca 1937 w Brodnicy, zm. 1 stycznia 1997 w Tomaszowie Mazowieckim) – polski historyk, muzealnik, archiwista, nauczyciel akademicki.

## Życiorys

### Edukacja i praca naukowa
W roku 1956 ukończył Państwowe Liceum Pedagogiczne w Chełmnie. Rozpoczął w 1962 studia historyczne na Wydziale Filozoficzno-Historycznym Uniwersytetu Jagiellońskiego. W roku 1967 uzyskał tytuł magistra. W latach 1970–1972 był doktorantem UJ i Wyższej Szkole Pedagogicznej w Krakowie. W roku 1974 uzyskał stopień doktora na podstawie dysertacji pt. Przemysł maszynowy i metalowy Krakowa w latach 1918–1939. Od roku 1975 uczestniczył w seminariach w Instytucie Historii PAN, potem w Katedrze Historii Społeczno-Gospodarczej Uniwersytetu Łódzkiego. W grudniu 1995 odbył kolokwium habilitacyjne na podstawie rozprawy habilitacyjnej pt. Antoni Ostrowski 1782–1845, ziemianin, przemysłowiec, założyciel Tomaszowa Mazowieckiego (Warszawa 1995). We wrześniu 1996 uzyskał zatwierdzenie habilitacji i stopień doktora habilitowanego.

### Praca zawodowa
- 1956–1970 nauczyciel w Szkole Podstawowej w Ochli koło Zielonej Góry.
- 1970–1971 nauczyciel w Szkole Podstawowej w Łętkowicach koło Proszowic.
- 1971–1975 nauczyciel historii w I LO i w Zespole Szkół Zawodowych "Chemitex-Wistom", potem wizytator przedmiotowo-metodyczny w Wydziale Oświaty i Wychowania w Tomaszowie Mazowieckim.
- 1975–1978 adiunkt i specjalista-planista w Centrum Doskonalenia Nauczycieli w Piotrkowie Trybunalskim.
- 1978–1982 adiunkt w Zespole Podstaw Nauk Politycznych Politechniki Łódzkiej.
- 1982–1984 kustosz i kierownik Muzeum w Tomaszowie Mazowieckim.
- 1984–1997 dyrektor Archiwum Państwowego w Piotrkowie Trybunalskim, nauczyciel akademicki w WSP w Kielcach, Wydział Zamiejscowy w Piotrkowie Trybunalskim.

### Zainteresowania naukowe
Interesował się historią przemysłu, zwłaszcza metalowego i włókienniczego. Od roku 1971 podjął badania nad przeszłością Tomaszowa Mazowieckiego, Piotrkowa Trybunalskiego i innych miast regionu łódzkiego (m.in. Zelowa). Jako archiwista zapoczątkował publikację źródeł archiwalnych do dziejów regionu tomaszowskiego i piotrkowskiego. Prowadził intensywne badania archiwalne i biograficzne. Wiele uwagi poświęcił rodzinie Ostrowskich z Ujazdu, a szczególnie Antoniemu hr. Ostrowskiemu, założycielowi Tomaszowa Mazowieckiego. Zajmował się historią przemysłu tomaszowskiego, udziałem tomaszowian w powstaniach narodowych.

### Działalność społeczna
Był członkiem wielu towarzystw naukowych i stowarzyszeń kulturalnych, m.in. Piotrkowskiego Towarzystwa Przyjaciół Nauk, Polskiej Akademii Nauk, Stowarzyszenia Autorów Polskich, Towarzystwa Przyjaciół Muzeum w Tomaszowie Mazowieckim i Polskiego Towarzystwa Historycznego. Działał czynnie w PTH, reaktywując jego działalność w Tomaszowie Mazowieckim po kilku(nastu) latach stagnacji. W latach 1984–1987 był przewodniczącym Koła PTH w Tomaszowie Mazowieckim. Był wiceprzewodniczącym Delegatury Wojewódzkiej w Piotrowie Trybunalskim Okręgowej Komisji Badania Zbrodni Przeciwko Narodowi Polskiemu w Łodzi.

## Życie prywatne
Był synem Maksymiliana Kotewicza, rolnika, i Jadwigi z Bieleckich.
Żona Józefa z Jachników, nauczycielka języka rosyjskiego w I LO; miał z nią córkę Anetę i syna Michała (ur. 1971).

## Publikacje
Opublikował ponad 100 prac naukowych (nie licząc esejów historycznych w prasie regionalnej).

### Książki
- Z dziejów przemysłu Krakowa w latach 1918–1939, Kraków 1981.
- Zarys dziejów Zelowa, Zelów 1987.
- Ród Ostrowskich w dziejach Tomaszowa i Rzeczypospolitej, Tomaszów Mazowiecki 1991.
- (wspólnie z J. Góralem), Dwa wieki Tomaszowa Mazowieckiego. Zarys dziejów miasta 1788–1990, Tomaszów Maz. 1992.
- Antoni Ostrowski 1782–1845, ziemianin, przemysłowiec, założyciel Tomaszowa Mazowieckiego, Warszawa 1995 (rozprawa habilitacyjna).
- (redakcja wspólnie z Jerzym Wojniłowiczem) Tomaszowski słownik biograficzny, zesz. 1-2, Tomaszów 1993–1997.

### Artykuły i biogramy
- Osadnictwo w Tomaszowie Mazowieckim w latach 1822–1831, [w:] 200 lat tomaszowskiego przemysłu, Tomaszów Maz. 1988.
- Tomaszowianie w powstaniu styczniowym, [w:] J. Kukulski, R. Kotewicz, R. Szwed (red.), Z dziejów powstania styczniowego w Piotrkowskiem, Piotrków Trybunalski 1991, s. 51-58.
- Kempner Jakub Joachim (1802–1840), Tomaszowski słownik biograficzny, zesz. 1, Tomaszów Maz. 1994, s. 14–15.
- Kot Antoni (1838–1918), Tomaszowski słownik biograficzny, zesz. 1 (1994), s. 15–16.
- Narewski Stanisław Kostka Maciej (1865–1932), Tomaszowski słownik biograficzny, zesz. 1 (1994), s. 19–21.
- Olszewski (Olszowski) Szymon Jakub (1798–1882), Tomaszowski słownik biograficzny, zesz. 1 (1994), s. 22–23.
- Ostrowski Jan Krystyn (1894–1981), Tomaszowski słownik biograficzny, zesz. 1 (1994), s. 23–25.
- Ostrowski Stanisław (1812–1889), Tomaszowski słownik biograficzny, zesz. 1 (1994), s. 25–26.
- Stumpf Fryderyk (1789-ok. 1867), Tomaszowski słownik biograficzny, zesz. 1 (1994), s. 26–28.
- Stumpf Otto (1825–1906), Tomaszowski słownik biograficzny, zesz. 1 (1994), s. 28–29.
- Rączaszek Antoni Szczepan (1898–1957), Tomaszowski słownik biograficzny, zesz. 2, Tomaszów Maz. 1997, s. 17–19.
- Rode Maria Eustachia (1855–1912), Tomaszowski słownik biograficzny, zesz. 2 (1997), s. 19–20.
- Smulski Wacław (1895–1963), Tomaszowski słownik biograficzny, zesz. 2 (1997), s. 22–24.
- Sylber (Silber) Lewek (1781-po 1875), Tomaszowski słownik biograficzny, zesz. 2 (1997), s. 27–28.
- Szlifierski (Szlifirski) Józef (1810–1852), Tomaszowski słownik biograficzny, zesz. 2 (1997), s. 28–29.